# Lough Gur
Lough Gur, Loch Gair en irlandais, est un lac en forme de fer de cheval dans le Comté de Limerick, Irlande, situé auprès du village de Bruff. 

## Géographie
Il s'étend au pied de la colline de Knockadoon. C'est un des sites archéologiques les plus importants de l'Irlande. La présence humaine y est confirmée depuis 6 000 ans et il y a de nombreux vestiges mégalithiques dans les environs, parmi lesquels le plus grand cromlech de l'Irlande, celui de Grange (en) (diamètre 45 mètres), qui est situé près du lac. On y trouve aussi des menhirs (The Pillar Stone) et des Dun, ainsi que les restes de 3 crannogs (des îles artificielles), et de 2 huttes du temps de la christianisation de l'Irlande.
Au nord-est du lac, se trouve un centre d'accueil des visiteurs avec un petit musée, présentant des objets découverts localement. L'endroit est situé dans un cadre plaisant, particulièrement en été, avec un parking, une aire de pique-nique, et une pente littorale douce, autorisant les sports aquatiques. Les engins à moteur sont interdits sur le lac. Aussi les lieux sont très fréquentés le dimanche.
Près de l'entrée du parking, il y a un château, plus précisément une maison-tour, appelé le château de Bourchier, du nom de Sir George Bourchier, fils de John Bourchier, second comte de Bath. Ce château, interdit aux visiteurs, se trouve à l'entrée de la presqu'île que forme le lac.
Il existe encore d'autres constructions, plus récentes, comme les ruines d'une ancienne église chrétienne, près de la route conduisant au lac, et, plus au sud, les ruines de Black Castle, un château normand, que l'on peut atteindre par une marche à flanc de coteau. Il en reste un mur d'enceinte et une chaussée menant à la porte d'entrée. Ce fut l'un des refuges utilisés pendant les rébellions des Geraldines du Desmond au XVIe siècle. Ce fut là probablement que Gerald Fitzgerald, comte de Desmond, établit son autorité en 1573, après s'être défait de ses vêtements anglais et avoir enfilé un habit irlandais à son retour de Londres.